# Sikitikis
I Sikitikis sono un gruppo musicale italiano, formatosi a Cagliari nel 2000.
Il nome della band è un palindromo composto dalle parole siki, dall'inglese "sick" ("malato, fuori di testa"), e Tiki, nome delle divinità antropomorfe polinesiane.

## Storia
I Sikitikis si formano a Cagliari nel 2000 con l'intento di confrontarsi con la musica per sonorizzazioni del cinema degli anni settanta, in particolare del genere poliziottesco. Nei primi anni di attività, si fanno notare in Sardegna per l'intensità dei live, fino alla registrazione del brano Il modo migliore, inserito nella compilation K-Factor 4 Tones distribuita in allegato al magazine Rock.it. Tra il 2002 e il 2003 rappresentano il progetto K-Factor al Meeting delle Etichette Indipendenti di Faenza e collezionano alcune apparizioni in festival musicali, tra cui il Tora! Tora! e un opening per i Subsonica.
Prima dell'uscita del primo disco, nel 2004, la loro abilità nella reinterpretazione delle colonne sonore d'autore viene notata dal critico cinematografico Mario Sesti che li invita a partecipare all'Umbria Film Festival, dove omaggiano l'attore Gian Maria Volonté e il regista Elio Petri con una sonorizzazione il cui alto spessore sarà premiato con una replica al teatro Ambra Jovinelli di Roma, durante la rassegna Sguardo Ribelle, come unico contributo musicale in occasione del decennale dalla morte di Volontè.
Nel 2004 si dedicano al completamento del disco d'esordio. L'album d'esordio è anche la prima produzione dell'etichetta discografica indipendente Casasonica, e si chiama Fuga dal deserto del Tiki (2005). Il disco è prodotto da Ale Bavo e mixato da Max Casacci (chitarrista dei Subsonica).
La stessa casa discografica ha prodotto il loro secondo disco, B (2008), con il quale il gruppo ha rinunciato alla distribuzione tradizionale, tirandosi fuori dai normali circuiti commerciali, puntando sulle vendite on-line e quelle dirette nei concerti, aggirando i problemi di produzione legati alla crisi del mercato musicale e proponendo un prezzo popolare.
Hanno partecipato ad importanti festival di musica indipendente quali Tora! Tora!, Rock Tv Day, Assorock, Giù La Testa, Independent Day.
Il 27 novembre 2005 viene loro consegnato il premio M.E.I. 2005/2006 come "rivelazione dell'anno" nella categoria "indie-rock". Tra il 2005 e il 2006, con un tour di ottanta date, i Sikitikis calcano i palchi di tutta Italia, esprimendo la propria attitudine rock nella dimensione a loro più congeniale, il live. Sempre nel 2006, suggellano il legame col cinema, componendo la colonna sonora del film Jimmy della collina, con la regia di Enrico Pau (nelle sale a marzo 2008), e con la sonorizzazione del film La decima vittima, in collaborazione con l'Hiroshima Mon Amour di Torino.
Nel 2008 esce B - il mondo è una giungla per chi non vede al di là degli alberi; il gruppo, supportato da Casasonica, decide di saltare la distribuzione tradizionale ed affidarsi alla diffusione diretta dei dischi ai concerti e per corrispondenza. Grazie a questo salto di filiera, B è uscito al prezzo di 6 euro.
Segue un tour di 60 appuntamenti in tutta Italia. I Sikitikis diventano una delle realtà musicali più attive nel panorama indipendente nazionale e vengono per la prima volta invitati al MIAMI di Milano e all'ALTER01 di Roma, i festival più rappresentativi nella musica indie italiana in quegli anni.
Nel 2009 l'ultima collaborazione con l'etichetta torinese con la realizzazione della cover di Cuore Matto per il film Cosmonauta di Susanna Nicchiarelli per la produzione di Fandango. Il film ha vinto la 66ª edizione della Mostra internazionale d'arte cinematografica di Venezia, nella sezione "Controcampo Italiano".
Con la chiusura delle attività di Casasonica, i Sikitikis pensano ad affrontare un percorso in totale indipendenza. È fondamentale l'incontro col produttore ferrarese Manuele Fusaroli, già produttore di Bugo, Nada, Le Luci della Centrale Elettrica, Giorgio Canali, Tre Allegri Ragazzi Morti, Zen Circus e altri.
Nel 2010 esce Dischi fuori moda. L'album, realizzato in coproduzione con Manuele Fusaroli, ottiene straordinari riscontri di critica e pubblico e attira l'attenzione di Caterina Caselli. Nel marzo 2011 i Sikitikis firmano un contratto editoriale con la Sugar Music. Nello stesso anno intraprendono un interessante progetto che chiamano Le belle cose: si tratta di un "disco-anti-disco" (per usare le parole della band stessa), un progetto che nasce e si sviluppa sul web, attraverso la condivisione di canzoni e video inediti. Nel 2012 il progetto assume i contorni di un vero e proprio album, Le belle cose appunto, registrato tra lo Sleepwalkers studio di Guspini (VS) in Sardegna e il Natural Head Quarter di Ferrara, sempre in coproduzione con Manuele "Max Stirner" Fusaroli e masterizzato da Sean Magee agli Abbey Road Studios di Londra. Il disco viene lanciato in free download attraverso la collaborazione con il sito Rockit.
Il 4 agosto 2014 presentano all'Arena Grandi Eventi di Cagliari il nuovo inno ufficiale del Cagliari Calcio intitolato Cagliari nel nostro cuore, il quale è cantato sulla musica di Voglio dormire con te, uno dei loro più grandi successi.
Alla mezzanotte del 10 giugno 2015 esce Abbiamo perso, quinto album in studio della band.
Per questo nuovo disco i Sikitikis, che nei precedenti 15 anni di attività avevano rinunciato all'elemento chitarristico, inseriscono nella line-up il chitarrista Flavio Secchi, che partecipa alle registrazioni di "Abbiamo perso" e al tour promozionale dell'album.

## Lo stile
Estremamente eclettici, i Sikitikis attingono con disinvoltura da un ventaglio molto ampio di generi, non necessariamente musicali. Surf, garage, rock'n'roll, stoner, crossover, uniti alla musica melodica italiana, alle colonne sonore d'autore del grande cinema, con forti influenze elettroniche e beat dei primi anni '90. Il tutto senza l'utilizzo di chitarre (particolare che la band tiene a sottolineare), benché il prodotto finale, ricco di distorsioni e riff ruvidi, sia comunque "chitarristico".
In Fuga dal deserto del Tiki, le atmosfere alla Beach Boys, il genere poliziottesco, una cover di Mina, le rivisitazioni di Ennio Morricone e di un celebre spot del Carosello, portano l'ascoltatore direttamente tra gli anni sessanta e settanta, con un suono "vintage" interrotto solo dalla canzone Umore Nero, la cui attitudine cupa anticipa le sonorità del secondo album. Benché sia stato accolto con favore da pubblico e critica, alcune recensioni sottolineavano una certa disomogeneità del disco e una capacità non completamente affinata di amalgamare con coerenza stilistica generi tanto diversi tra loro. Questi dubbi vengono meno all'ascolto della seconda fatica discografica della band, nella quale la ricca confusione del primo album lascia spazio ad un equilibrio che si palesa anche nelle canzoni più veloci e dure. Il poliziottesco lascia spazio al thriller, all'horror in stile Mario Bava, come dimostra anche la scelta estetica del booklet dell'album e del sito della band, piccolo capolavoro a metà tra la web-grafica e il cortometraggio noir, con tanto di scena di un misterioso omicidio su cui i componenti della band sembrano indagare. Il crossover si fa più deciso, graffiante, creando un forte impatto sonoro, specie nel singolo Rosso sangue (distribuito gratuitamente online in un EP del 2007). I brani più melodici sono raffinati nella composizione, ispirati alla tradizione della musica leggera d'autore italiana. In particolare, la ballata malinconica Piove deserto, e il duetto con Robertina in Onde concentriche, che si conclude in maniera morriconiana con vocalismi epici, dimostrano la maturità stilistica della band.
Dischi Fuori Moda è l'album che sancisce la svolta pop della band, che si confronta con atmosfere più solari e testi di maggior spessore. Il suono elettronico si sposa con soluzione acustiche in linea con le produzioni internazionali contemporanee del pop più ricercato.

## Vedute politiche
I Sikitikis decisero ai tempi della loro formazione di restare una band non politicizzata. Dopo nove anni di attività decidono nell'aprile 2009 di rendere pubblica la loro posizione politica dichiarando nel loro blog attraverso Diablo di sostenere il movimento sardo iRS e la causa dell'indipendenza della Sardegna, mentre il 4 maggio 2011 hanno annunciato su YouTube il proprio sostegno al candidato sindaco di Cagliari Massimo Zedda e il voto disgiunto per la lista indipendentista Progres.

## Formazione

### Formazione attuale
- Diablo (Alessandro Spedicati): voce ed effetti sonori.
- Jimi (Gianmarco Diana): basso.
- Zico (Enrico Trudu): organo e tastiere.
- Lazy (Sergio Lasi): batteria

### Componenti Precedenti
- Reginald (Daniele Sulis): batteria dal 2000 al 2011

Nella registrazione del secondo disco e nei tour sino al 2007, la band si è avvalsa della collaborazione alle percussioni di Nicola Pedroni.

## Discografia

### Album in studio
- 2005 - Fuga dal deserto del Tiki (Casasonica)
- 2008 - B (Casasonica)
- 2010 - Dischi fuori moda (Infecta Suoni & Affini)
- 2012 - Le belle cose (Infecta Suoni & Affini)
- 2015 - Abbiamo perso (MIS)

### EP
- 2007 - Rosso sangue (Casasonica)

### Videoclip
- 2005 - Non Avrei Mai (regia di Lorenzo Vignolo)
- 2005 - L'importante è finire (regia di Lorenzo Vignolo)
- 2006 - Amore Nucleare (regia di Lorenzo Vignolo)
- 2006 - R'n'r Contest (regia di Postodellefragole)
- 2009 - Rosso Sangue (regia di Carlo Pastore)
- 2008 - Al primo colpo (regia di Giuseppe Moreto)
- 2008 - Piove Deserto (regia di Postodellefragole)
- 2010 - Voglio dormire con te (regia di Shibuya)
- 2010 - Tsunami (regia di Shibuya)
- 2012 - Le belle cose (regia di Shibuya)
- 2012 - Col cuore in gola (regia di Randy D. Rosario)